# Ludwik Midowicz
Ludwik Józef Midowicz (ur. 25 sierpnia 1841 w Starym Sączu – zm. 13 stycznia 1903) – poseł do Sejmu Krajowego Galicji VI kadencji (1889–1895), doktor praw. Notariusz i burmistrz w Brzostku, w latach 1890–1903 c.k. notariusz w Rzeszowie. Uczestnik powstania styczniowego, brał udział w między innymi w bitwie pod Fajsławicami.
Wybrany do Sejmu Krajowego z IV kurii okręgu wyborczego Pilzno. Pochowany został na cmentarzu Rakowickim (kwatera RB, rząd zach.).

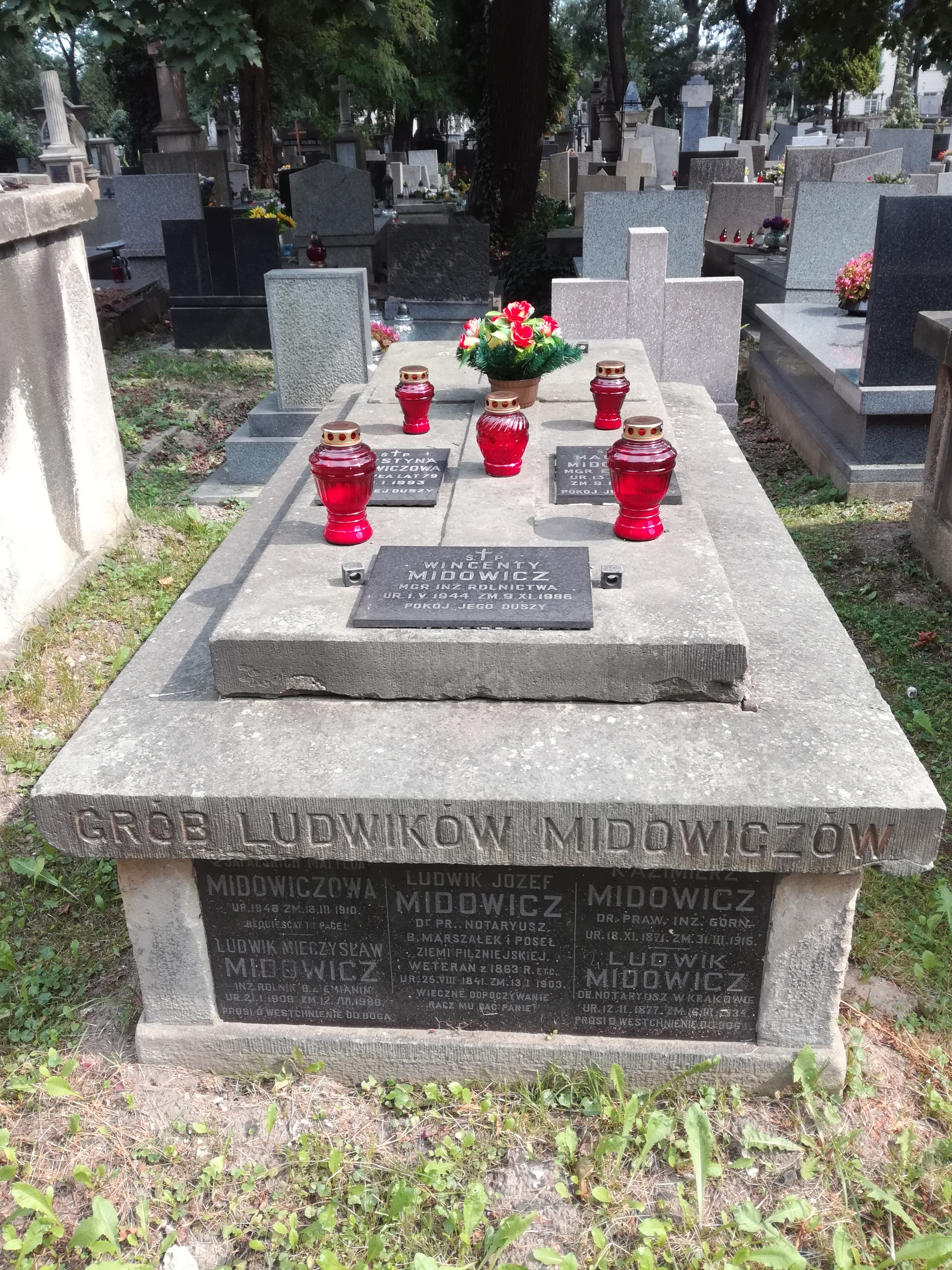
Grób Ludwika Midowicza na cmentarzu Rakowickim